# Symposiarch
Ein Symposiarch (altgriechisch συμποσίαρχος, von συμπόσιον ‚Trinkgelage‘ und ἄρχω ‚befehlen‘, ‚anführen‘, ‚beginnen‘) ist der Leiter eines Symposions, eine im alten Griechenland von reichlichem Konsum inspirierender Getränke (Wein) geprägte Veranstaltung mit genau geregelten Abläufen. Es gab vielerlei Anlässe für Symposien: Geburten, Heiraten, Beerdigungen sowie Heimkehr oder Verabschiedung einer hohen Persönlichkeit oder eines Familienmitglieds auf eine längere Reise – oder einfach nur, um die Honoratioren des Ortes zusammenzuführen. Während eines Symposiums wurden oft philosophische Fragen erörtert: Was ist der Sinn des Lebens? Was ist Wahrheit, Recht? Gibt es uneingeschränkte Loyalität? Kann man den Göttern trauen? 

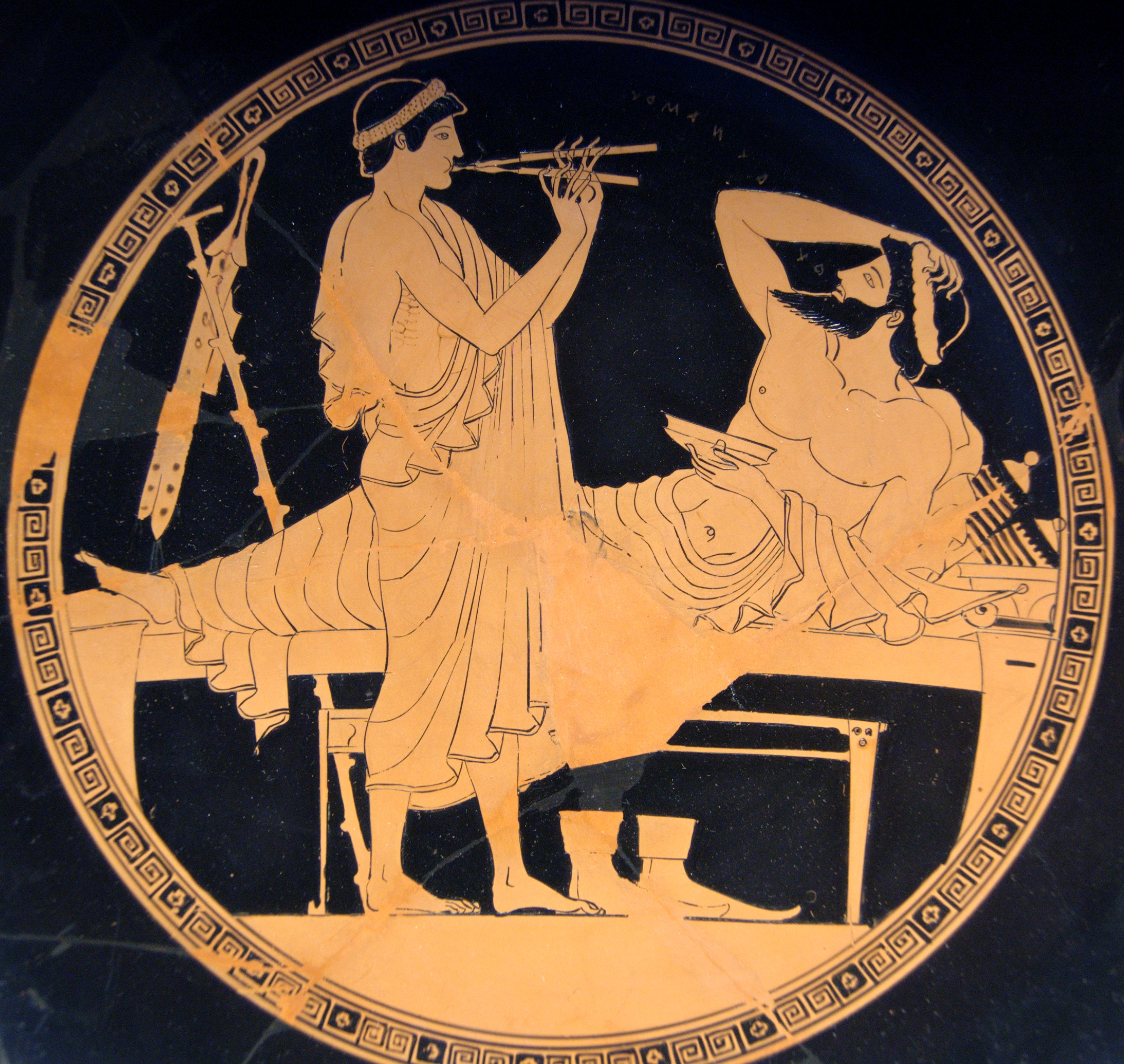
Symposion Szene. Retrograde Inschrift: OYAYNAMOY. Tondo von einer attischen rotfigurigen Kylix, um 480 v. Chr. Aus Vulci. ca. 500 vor Christus

Für die Einhaltung des genau vorgeschriebenen Rituals war der Symposiarch verantwortlich. Dabei kam es auf die Präzision der nahezu geheiligten Handlung an. Definiert wurde ein Symposien als „ein Zeitvertreib bei Weingenuss, der durch kultiviertes Benehmen geprägt ist und in Freundschaft endet“.
Die Namen der zu ladenden Gäste (altgriechisch συμπότης Sympotes, von σύν ‚zusammen‘, ‚gemeinsam‘ und πίνω ‚trinken‘) wurden vom Symposiarchen zusammen mit Datum und Uhrzeit auf Wachstafeln geschrieben und einem Sklaven – Festlader – übergeben, der die Einladungen persönlich von Haus zu Haus besorgte. Die gewöhnliche Zeit für das Zusammenkommen war die neunte Stunde. Neun war auch die ideale Zahl der Teilnehmer, inklusive des Gastgebers. Die Neun galt als Zahl der Vollkommenheit, da sie dreimal die Drei, die in vielen Kulturen als „göttlich“ angesehene Zahl, enthält. Gezählt wurden nur die männlichen Anwesenden. Frauen war es nicht gestattet, daran teilzunehmen, mit Ausnahme der Hetären (altgriechisch ἑταῖραι hetairai, deutsch ‚Gefährtinnen‘). Diese Gesellschaftsdamen spielten Aulos und Kithara, tanzten und sangen.
Die wachsende Bedeutung der Symposien im 4. Jahrhundert v. Chr. erforderte auch eine Steigerung der formellen Rahmenbedingungen. Man traf sich nun zum Trinken und Erholen in einem gesonderten Herrenzimmer, dem Andrṓn, in dem auch gesonderte Trinkgefäße vorgehalten wurden. Getrunken wurde liegend, daher spricht man auch von Gelagen. Innerhalb dieses Raumes hatte der Symposiarch für angemessenen Umgang zu sorgen. Der ideale Symposiarch sollte niemals betrunken sein, aber keinem Trunk abgeneigt; eine Quintessenz der Geselligkeit (siehe Convivium). Er war herzlich und freundlich zu jedermann und niemals anstößig, hatte aber kraft seines Amtes die Autorität, jeden abzumahnen, der gegen die Regeln verstieß. Dies konnte bis zur zwangsweisen Verabschiedung gesteigert werden, z. B. wenn sich zwei der Gäste hartnäckig privat unterhielten, was verpönt war.

## Aufgaben des Symposiarchen

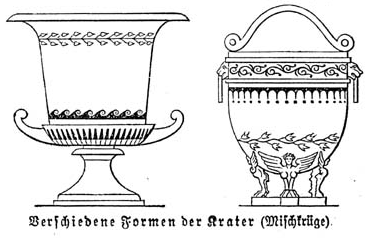
Altgriechisches Weinmischgefäß „Krater“

Zu Beginn des Symposiums bestand seine Aufgaben darin, das Verhältnis der Wein/Wasser-Mischung festzulegen, denn die Griechen tranken keinen unverdünnten Wein. Diese Inaugurationshandlung beeinflusste den Tenor des weiteren Abends. Den Göttern des Olymp, den Helden und Zeus dem Erretter, wurden vom Symposiarchen ein Trankopfer aus jedem Krater (Mischgefäß) erbracht und festgelegte Hymnen, meist dem Dionysos, abgesungen.
Eine weitere Aufgabe war festzulegen, wie viele Becher den Symposianten gestattet aber auch zu nehmen waren. Ungeregeltes Trinken widersprach den üblichen Riten eines Symposiums, jeder sollte in etwa den gleichen Trunkenheitsgrad haben. Dies gelang jedoch aufgrund der unterschiedlichen Konstitution der Symposiasten nicht immer. Was immer unter Alkoholeinfluss gesagt wurde, konnte dem Gast nicht in nüchternem Zustand vorgehalten werden, was der Satz „Ich hasse Trinker mit gutem Gedächtnis…“ unterstellt. Es war regelrecht die Pflicht des Symposiarchen, „freie Rede“ und „spontanes Handeln“ zu fördern, ohne dass Dritte verletzt wurden. Die gelöste Zunge der Zecher war eine frühe Form dessen, was heute brainstorming genannt wird, und mancher Philosoph spann die Gedanken eines Symposiums einfach weiter. Nicht zuletzt arrangierte der Symposiarch die Unterhaltung und sorgte dafür dass jeder sich gleichermaßen bei Spielen und Wettbewerben einbrachte.

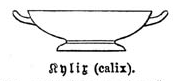
Kylix

Das rituelle Trinkgeschirr bestand aus Trinkgefäßen Kylix, dem Mischgefäß Kratér und dem Kühler Psykter. Das Gefäß, aus dem der Wein (Oinos) entnommen wurde, war die Oinochoe, sein Pendant für Wasser die Hydria.
Die Größe der Trinkgefäße konnte schwanken. Es wird berichtet von Alkibiades und Sokrates, von denen jeder einen immensen Becher austrank, der acht κοτύλαι (kotylai), dies entspricht etwa zwei Litern, fasste. Gelegentlich wurden solche Becher in einem Zug geleert. Die Becher wurden immer im Uhrzeigersinn herumgereicht. Diese Richtung wurde auch bei der Konversation und den Spielen eingehalten, was der Symposiarch zu überwachen hatte.
Manche Quellen berichten, dass der Symposiarch regelrecht in einem Auswahlverfahren ermittelt wurde. Dies geschah durch Auswürfeln. Andere berichten, dass Symposiarchen religiöse Funktionsträger waren, vor allem der des Bel-Heiligtums in Palmyra oder aber Senatoren-Ämter innehatten.